# یواس‌اس بی-۳ (اس‌اس-۱۲)
یواس‌اس بی-۳ (اس‌اس-۱۲) (به انگلیسی: USS B-3 (SS-12)) یک زیردریایی بود که طول آن ۸۲ فوت ۶ اینچ (۲۵٫۱۵ متر) بود. این زیردریایی در سال ۱۹۰۷ ساخته شد.